# Cesonia grisea
Cesonia grisea är en spindelart som först beskrevs av Banks 1914.  Cesonia grisea ingår i släktet Cesonia och familjen plattbuksspindlar.
Artens utbredningsområde är Kuba. Inga underarter finns listade i Catalogue of Life.